# Mario Giorgini
Mario Giorgini (Massa, 19 marzo 1900 – Firenze, 23 gennaio 1977) è stato un ammiraglio italiano, esponente alla famiglia Giorgini.
Dal 24 febbraio del 1940 al 30 settembre dello stesso anno comandò la I Flottiglia MAS, un reparto di assaltatori della Regia Marina a cui si deve lo sviluppo degli SLC (i siluri a lenta corsa detti "maiali").

## Biografia
Mario Giorgini nato da Vittorio Giorgini e Florence Rochat, fu un ammiraglio della Marina Militare. Nel marzo 1923 sposò Fiorenza Corsi da cui nacque Gian Giorgio (Dido). Dal matrimonio di Dido con Carla Serafini nacque, nel 1954, Mario. Al momento l'ultima discendente della famiglia Giorgini è Annagiulia, nata dal matrimonio di Mario con Stefania Balderi.
Entrato all'Accademia Navale di Livorno nel 1914, venne nominato Guardiamarina nel 1920; fu promosso Capitano di Corvetta nel 1934, Capitano di Vascello nel 1946, Contrammiraglio nel 1950, Ammiraglio di Squadra nel 1959.

### SLC: Siluri a Lenta Corsa o "Maiali"
Il 24 febbraio 1940, sostituendo il collega Paolo Aloisi, fu nominato comandante della I Flottiglia MAS, per un breve tempo denominata Flottiglia MAS Speciale. A questa unità si deve la riuscita di un progetto destinato ad affondare ben 32 navi, un progetto che richiedeva al proprio comando un organizzatore capace di mettere d'accordo intendenze, ditte private, arsenali e burocrati: questo organizzatore, cioè Mario Giorgini, doveva avere doti di diplomazia ma anche di durezza e lungimiranza.

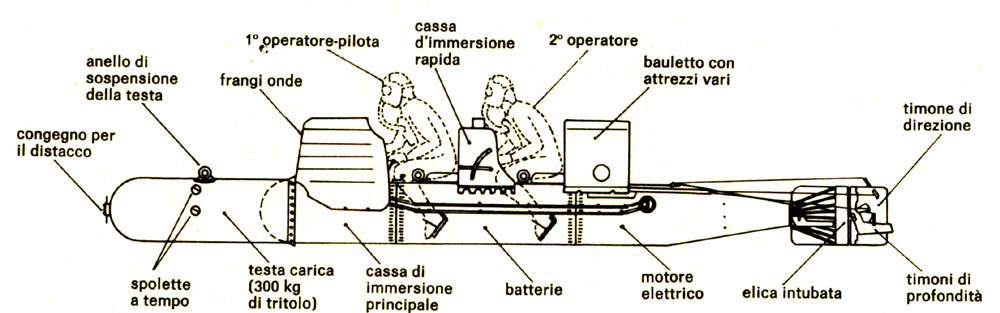
Composizione di un SLC

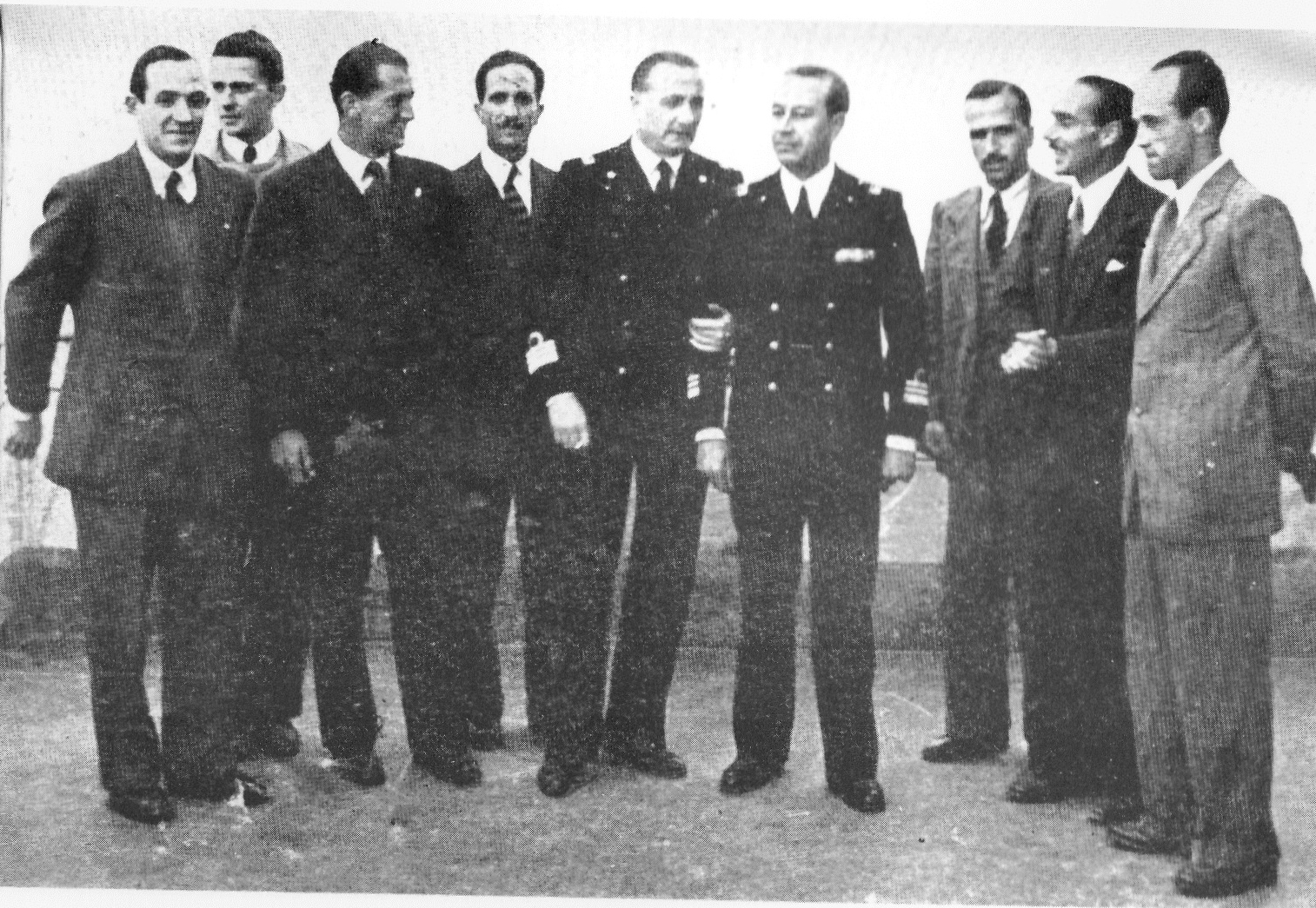
Cambio di guardia fra Aloisi e Giorgini

Dopo il trasferimento del reparto a Bocca di Serchio, nella Casina di Caccia della tenuta Salviati, il comando aveva deciso il cambio di guardia fra il tecnico Paolo Aloisi e l'organizzatore Mario Giorgini; questo cambio avvenne il 24 febbraio 1940.
Ancora non si era deciso quale fosse l'ideale mezzo per avvicinarsi alla base nemica. Con un idrovolante sarebbe stato troppo complicato condividere con l'Aeronautica la parte logistica. Con un cacciatorpediniere sarebbe stato troppo facile venire individuati dalla base nemica. Un sommergibile era l'unica soluzione realistica. Presa questa decisione, Giorgini promise un'esercitazione vera con l'intervento di un sommergibile trasportatore, avente per obiettivo una nave in rada a La Spezia.

Infatti, ai primi di maggio 1940, sul Ametista vennero imbracati in coperta tre maiali; scopo della missione il forzamento della base navale di La Spezia, obiettivo l'incrociatore Quarto ancorato all'interno delle ostruzioni retali. Sull'Ametista con Giorgini si trovavano il principe Junio Valerio Borghese e Teseo Tesei. A sud dell'isolotto del Tino, a circa due miglia dalla base ligure, l'Ametista rilasciò tre coppie di operatori (Tesei - Pedretti, Birindelli - Paccagnini, Toschi - Lazzeri) che, con la testa appena emergente (quota occhiali) dall'acqua si allontanarono per la prima volta all'attacco di una vera unità navale. Due apparecchi fecero avaria ma il terzo riuscì a fissare trecento chili di sabbia alle alette di rollio dell'incrociatore Quarto; il Comando si lasciò convincere dalle argomentazioni di Giorgini e due modernissimi sommergibili della classe Adua, lo Scirè e il Gondar, vennero distaccati dal servizio ordinario per essere destinati ad uso esclusivo della I Flottoglia MAS: era necessario rimuovere il cannone prodiero e installare dei cassoni trasportatori per non danneggiare gli SLC col continuo e logorante contatto con il mare.

Il 10 giugno Mussolini annunciò l'entrata in guerra dell'Italia a fianco della Germania.

A luglio l'ammiraglio Raffaele De Courten, responsabile dei mezzi d'assalto, arrivò a Bocca di Serchio per assistere ad un'esercitazione e, nonostante le resistenze di Giorgini, ben conscio dei difetti ricorrenti sugli SLC e della mancanza dei cassoni trasportatori, volle che venissero preparate le quattro migliori torpedini per impiegarle contro le corazzate nemiche nel porto di Alessandria d'Egitto. 

Il sommergibile Gondar

### G.A.1: Prima missione verso Alessandria D'Egitto
La prima di queste missioni, G.A.1, venne effettuata dalla torpediniera Calipso, con destinazione costa Cirenaica dove avvenne il trasbordo sul sommergibile Iride, mezzo trasportatore.

Il capitano Giorgini insistette per accompagnare i suoi uomini invece di restare nel suo ufficio a La Spezia; i quattro equipaggi erano composti da Toschi (con Lazzari come palombaro) e Tesei (con Pedretti) quali inventori e gli altri (Birindelli - Paccagnini e Franzini - Lazzaroni) furono estratti a sorte inserendo dei bigliettini coi nomi dentro il cappello di Giorgini.

Il viaggio durò dal 19 al 21 agosto; all'arrivo oltre all'Iride era pronta la motonave Monte Gargano; il giorno 22 era tutto pronto per dare inizio a G.A.1 quando, durante un rinfresco a bordo della Monte Gargano tre biplani inglesi Swordfish trasportanti siluri riuscirono ad affondare la nave e a colpire violentemente l'Iride, mentre la Calipso colpì il siluro a lei destinato, variandone la traiettoria.

Era ora necessario organizzare una missione di soccorso per i superstiti dell'Iride: il sommergibile infatti era spezzato in due tronconi, gli unici superstiti erano nella camera lancia siluri. Purtroppo tutta l'attrezzatura subacquea si trovava all'interno del sommergibile, era necessario far arrivare mezzi e uomini dalla base di Tobruk. Il problema più urgente era immettere aria attraverso i condotti di emergenza (ma il compressore usato per questo scopo andò in avaria), dopo di che un rimorchiatore strappò via il portello e poterono così uscire i superstiti. Ma il fondale era a sedici metri, tutti conoscevano i pericoli dell'embolia polmonare e anche i soccorritori erano in pericolo perché gli aerei inglesi continuarono a cercare possibili bersagli. Alla fine i superstiti uscirono da soli, due non ce la fecero, sei sì.

Dopo una notte di riposo alla base, l'unico desiderio dell'equipaggio era recuperare gli SLC; al termine Tesei salvò anche la bandiera. Per la missione di soccorso ogni componente del gruppo fu decorato con la Medaglia al Valore Militare.

### G.A.2: Seconda missione verso Alessandria d'Egitto
Il 21 settembre iniziò la seconda missione G.A.: gli equipaggi Toschi - Ragnati, Stefanini - Scappino, Franzini - Cacioppo partirono in treno verso Messina, dove si imbarcarono sul sommergibile Gondar, partito da La Spezia con i semoventi; ancora una volta il comandante della missione era Giorgini; mentre a comandare il Gondar c'era Brunetti, che già aveva comandato l'Iride.

Era stata imposta la massima cautela, di notte in superficie e di giorno in immersione, per evitare ogni contatto con le navi nemiche prima dell'inizio della missione. Giunti all'imboccatura del porto d'Alessandria, però, giunse un'amara delusione: la flotta inglese era uscita al completo per scortare un convoglio a Malta.

Brunetti invertì la rotta ma non ordinò l'immersione: questo li fece intercettare dal caccia australiano Stuart che, unica nave nemica rimasta ad Alessandria per un guasto alle caldaie, poteva contare su un nuovo apparato, l'Asdic, che emettendo ultrasuoni ne radiogoniometrava la fonte di riflessione, individuando la zona da saturare con le bombe di profondità.

Il sommergibile venne braccato per ore, ogni tentativo di salvarlo fu inutile e così Brunetti prese la decisione di affondarlo, per non far scoprire ai nemici l'arma segreta.

Fece indossare all'equipaggio le cinture di salvataggio, sistemò in una valigia appesantita (che un ufficiale gettò in mare) i cifrari segreti e le pubblicazioni di bordo, fece emergere il Gondar e, mentre l'equipaggio abbandonava l'unità, non pensò a porsi in salvo ma rimase in torretta per assicurarsi della perfetta esecuzione dell'azione: infatti un'eventuale cattura del mezzo da parte del nemico sarebbe stata una vera onta per qualsiasi Marina.

Gli uomini sulle zattere di salvataggio lo videro sprofondare, in torretta sull'attenti, ma una corrente ascendente lo riportò, vivo, in superficie.

Nonostante gli inglesi fossero riusciti a fotografare i cassoni sul Gondar, da Giorgini e dagli assaltatori non riuscirono ad ottenere alcuna informazione sul loro uso. Giorgini e compagni furono inviati in prigionia in India dove il comandante rimase fino al 21 aprile 1946.

Nonostante l'insuccesso delle due prime missioni G.A., dalla I Flottiglia si creò la X Flottiglia MAS che affondò trentadue navi.

### Dopoguerra
Rimase in prigionia dal 1940 al 1946. In seguito fu imbarcato sulla nave Pacinotti e sull'incrociatore Garibaldi. Dal 1956 al 1959 ricoprì l'incarico di Giudice effettivo del Tribunale Supremo Militare ed in seguito quello di membro effettivo della Comm. Mil. Consul. Unica per la concessione e perdita di decorazioni al Valor Militare.

## Onorificenze e decorazioni
- Ufficiale al Merito della Repubblica Italiana
- Medaglia d'argento al Valor Militare
- Due medaglie di bronzo al Valor Militare
- Due Croci al Merito di guerra
- Medaglia commemorativa nazionale della guerra Italo-Austriaca 1915 - 1918
- Croce d'Oro per anzianità di servizio (40 anni)
- Medaglia di benemerenza per i volontari di guerra
- Medaglia d'argento per lunga navigazione nella M.M.